# 前野忠康
前野 忠康（まえの ただやす、永禄3年（1560年）〜慶長5年9月15日（1600年10月21日））は、安土桃山時代の武将。黄母衣十三人・若江八人衆の一人。前野 兵庫と呼ばれる。一般的には舞兵庫（）の名で知られている。

## 経歴

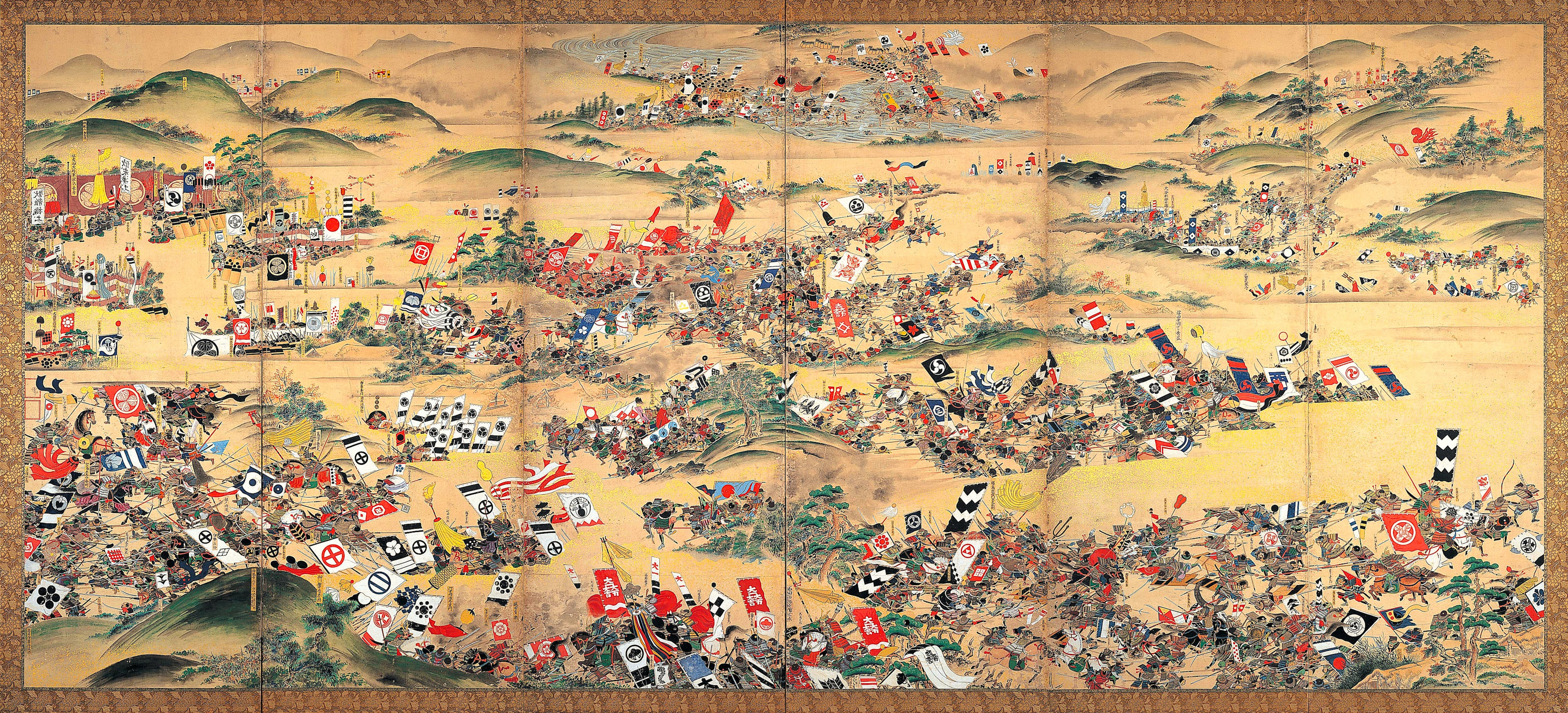
『関ケ原合戦屏風』（江戸時代後期）
前野忠康（画像右下の赤い旗の騎馬武者）

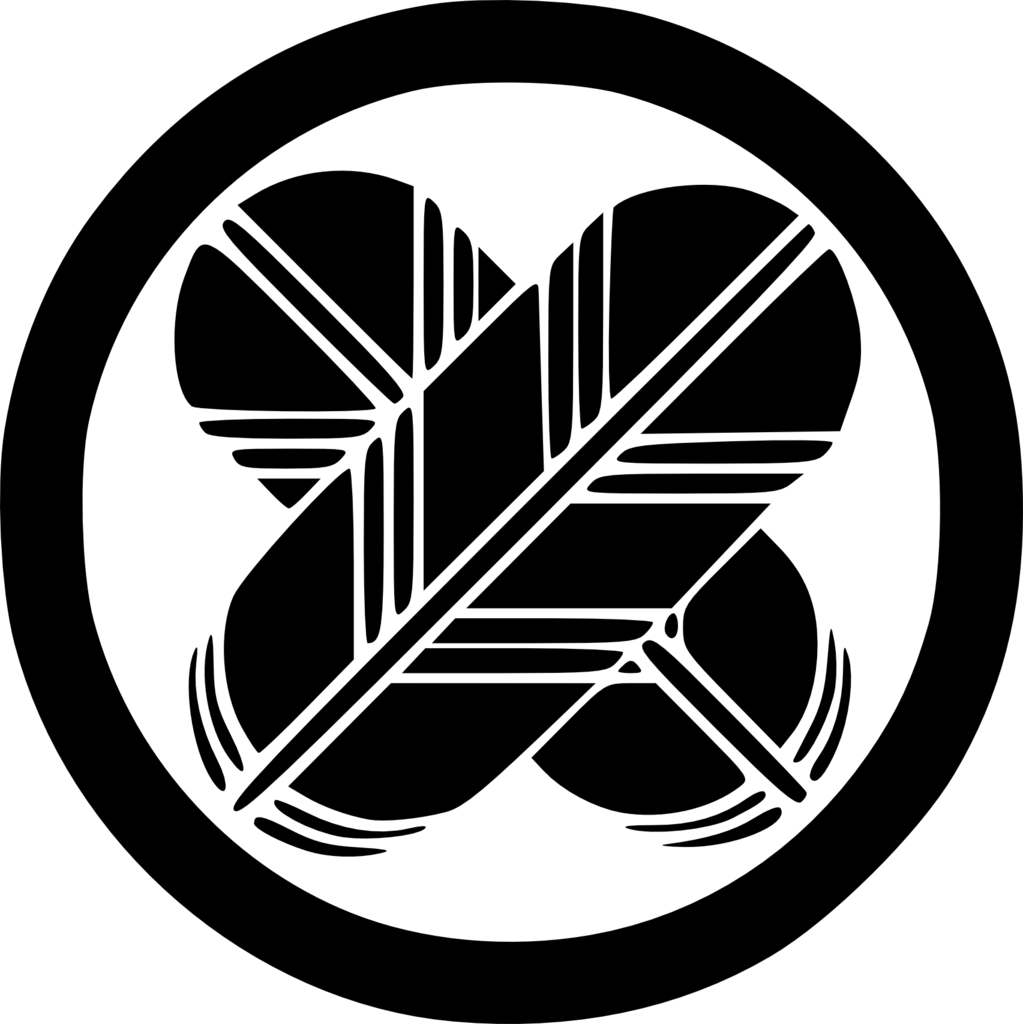
前野忠康が使用した家紋
（丸に違い鷹の羽）

父は前野忠勝で、室は豊臣秀次の筆頭宿老・前野長康（坪内光景）の娘とされる。養父である前野長康に仕えたとされる。武功夜話巻三によれば、永禄9年（1566年）墨俣築城に参陣したとされるが、通説では永禄3年（1560年）の生まれであり、事実なら6歳の初陣となる。しかし武功夜話は信憑性に疑いがあり、また原本には諱が明記されていないため、この前野兵庫介は別人であるという可能性もある。
豊臣秀吉（当時羽柴秀吉）の播磨出陣の際には、前野長康軍の後備えとして兵三百五十八人を率いた。その後も丹波国亀山城攻め、文禄の役などに付き添い武功を上げた。後に、黄母衣衆・若江八人衆の一人となり、各地を転戦し武勇をあげて活躍した。

### 秀次事件以降
文禄3年（1594年）、秀次事件が起こった際、忠康は長康の代理で出石城におり、小池志摩守の軍が開城を迫ってきた。忠康は同じく出石城代で兄の前野自勝と話し合い、開城を決めた。忠康は藤堂高虎を頼り織田常真屋敷に匿われた。そのうちに秀次の家老である前野景定は命令により切腹し、景定の父で兵庫の舅である前野長康などは、景定切腹の３日後に前野清助の介錯のもと切腹した。こののち織田常真の推薦で、大場土佐と共に5千石で石田三成に招し抱えられ、島左近清興に次ぐ二番家老となった。
慶長4年（1599年）、加藤清正・福島正則・黒田長政・細川忠興・浅野幸長・池田輝政・加藤嘉明らの七将が三成の大坂屋敷を襲撃する事件（石田三成襲撃事件）が起きた際には嫡男の前野三七郎とともに三成の護衛にあたった。三成挙兵の際に兵庫は三成の命を受け、羽黒山伏姿の使者を越後に送り、斎藤利実や長尾景延ら越後国の土豪達を蜂起させた。また、家康との合戦に向けた武芸の稽古の際も家臣らの指導を担当した。

### 関ヶ原合戦時の忠康
慶長5年（1600年）8月23日、関ヶ原の戦いの前哨戦である合渡川の戦いでは、東軍の進軍を止めるべく、三成の命で兵1千を率いて森九兵衛らとともに合渡川畔に陣取った。兵庫や九兵衛らが兵に朝食を取らせている最中、黒田・田中隊の奇襲をうけ応戦したが、不利と見て梅野村まで退き再び敵を押し返すべく戦った。だがこの時点で戦える状態にある兵士は600人余にまで減っており、敗れて杉江勘兵衛を殿軍として大垣城まで退却した。この際勘兵衛は討ち死にする。この時前野吉康が敵に「舞兵庫討ち死に」と広め、追撃を止めさせたという。同年9月15日の関ヶ原の戦いでは小池村の二重柵の前に陣列し、石田三成軍第二番隊大将として中島宗左衛門、大場土佐、大田伯耆、香築間蔵人、三田村織部（浅井氏一門）、町野介之丞、馬渡外記、川崎五郎左衛門らを率いて戦闘に臨み、嫡男の三七郎らとともに討ち死にしたと伝わるが、その生没は不明である（『常山紀談』『関原軍記大成』）。

### 子孫のその後
忠康の嫡男、三七郎は関ヶ原にて討ち死にした。婿養子で甥の前野助左衛門自性や、その室で娘にあたる於台らは、かつての忠康の恩人である藤堂高虎によって匿われ、家臣岡田某屋敷に住した。後に自性は藤堂高虎の娘婿となり、高虎の周旋で讃岐高松藩生駒家江戸詰家老となり、讃岐前野氏となった。しかし自性は生駒将監と対立、両者の嫡子である前野唯雪、生駒正種も対立し、問題は幕府によって咎められ、高松藩生駒家は取り潰しとなった（生駒騒動）。讃岐前野氏は僅か二代で断絶したが、自性の次男である前野自有は阿波徳島藩蜂須賀家に仕え、阿波前野氏となり、この系統は幕末まで続き、前野五郎に至る。

### 舞野姓の由来
忠康が名乗った舞野姓は、前野家の古儀（古くからの儀式）が「舞」であったことからついた名であるといわれる。また舞という名の妻がいたともいわれている。

## 登場作品

### 小説
- 司馬遼太郎『関ヶ原』 - 舞兵庫として登場する。

### 映画
- 関ヶ原（2017年、東宝） - 演：北岡龍貴（上記小説を原作とした映画）